# John F. Fitzgerald

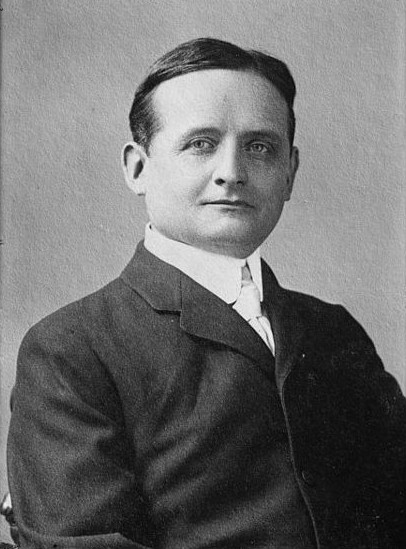
John F. Fitzgerald

John Francis „Honey Fitz“ Fitzgerald (* 11. Februar 1863 in Boston, Massachusetts; † 2. Oktober 1950 ebenda) war ein US-amerikanischer Politiker. Der ehemalige Bürgermeister von Boston und Abgeordnete des Repräsentantenhauses war der Großvater John F. Kennedys.

## Politische Karriere
Fitzgerald begann seine politische Laufbahn 1892 mit seiner Wahl in den Senat von Massachusetts. Von 1895 bis 1901 war er Mitglied des US-Repräsentantenhauses für den Bundesstaat Massachusetts. Von 1906 bis 1908 und nochmals von 1910 bis 1914 war er Bürgermeister von Boston.
Nachdem er von März bis Oktober 1919 nochmals dem Kongress angehört hatte, scheiterte er bei weiteren Wahlen, unter anderem der Wahl zum Gouverneur von Massachusetts 1922. In der Folgezeit kümmerte er sich als Berater um seine Nachkommen der Kennedy-Fitzgerald-Dynastie. Die beiden Familien waren seit der Hochzeit Fitzgeralds ältester Tochter Rose mit dem Sohn von Patrick Joseph Kennedy verbunden und galten als politisch sehr einflussreich.

## Trivia
Bei der Wahl zum Kongress 1948 war John F. Fitzgerald für den erfolgreichen Wahlkampf von John F. Kennedy verantwortlich. Nach der Wahl zum Präsidenten der Vereinigten Staaten taufte Kennedy die Yacht des Präsidenten zu Ehren seines Großvaters auf den Namen Honey Fitz.